# سکوت (فیلم ۲۰۱۰)
سکوت (به آلمانی: Das letzte Schweigen)، یک فیلم دلهره آور آلمانی به کارگردانی باران بو اودار است که بر پایه رمان جنایی سکوت اثر یان کاستین واگنر ساخته شده است.